# Airco DH.16
L'Airco DH.16 fu un aereo da trasporto civile, passeggeri e cargo, monomotore biplano, sviluppato dall'azienda aeronautica britannica de Havilland Aircraft Company
Progettato dal proprietario dell'azienda Geoffrey de Havilland per il nascente mercato dell'aviazione commerciale fu una rielaborazione dell'Airco DH.9A militare, adattato per trasportare quattro passeggeri più il pilota.

## Storia del progetto
Alla fine della prima guerra mondiale ci si ritrovò con un grande numero di aerei militari eccedenti tanto che questo fatto limitò di molto la nascita di nuovi velivoli prettamente civili perché erano i mezzi militari già esistenti ad essere adattati ai nuovi scopi privati. Infatti il DH.16 fu una nuova versione del DH.9A, riprogettato con una nuova fusoliera e una cabina chiusa con quattro posti a sedere. Il primo prototipo volò all'aerodromo di Hendon nel marzo 1919 e successivamente furono realizzati in tutto nove esemplari, dei quali otto furono consegnati all'Aircraft Transport & Travel Limited (AT&T) che gli utilizzò per voli civili sulla rotta Londra-Parigi inaugurata il 25 agosto 1919. Il velivolo restante fu venduto ad una compagnia aerea argentina con sede a Buenos Aires, la River Plate Aviation Company, che lo utilizzò sulla rotta Buenos Aires-Montevideo.
L'Aircraft Transport & Travel Limited utilizzò tale aereo anche per conto della KLM, inaugurando una rotta aerea tra Londra e Amsterdam; il velivolo siglato come G-EALU effettuò il primo volo tra le due città il 17 maggio 1920. Successivamente la AT&T chiuse e i sette aerei rimanenti furono lasciati in magazzino. Di questi due furono riutilizzati per la consegna di giornali mentre gli altri cinque furono demoliti. Solo uno si schiantò al suolo, causando la morte del pilota, il 10 gennaio 1923.

## Versioni
I primi sei velivoli furono equipaggiati con il motore Rolls-Royce Eagle VIII da 320 hp, i successivi tre ebbero il più potente motore Napier Lion da 450 hp.

## Utilizzatori
Argentina
- River Plate Aviation Company

 Regno Unito
- Aircraft Transport and Travel Limited
- de Havilland Aeroplane Hire Service